# Râul Urlătoarea, Crasna
Râul Urlătoarea este un curs de apă, afluent al râului Crasna. Se formează la confluența brațelor Urlătoarea Mare și Urlătoarea Mică

## Hărți
- Harta județului Covasna
- Harta Munții Buzăului [nefuncțională – arhivă]